# Språkval
Språkval är ett skolämne som startar i den svenska grundskolans skolår 6 (skolår 7 1949-1994) och slutar i slutet av gymnasieskolan. Begreppet introducerades när grundskolan fick en ny läroplan 1994. På språkvalet kan man i regel välja mellan att lära sig spanska, franska, tyska eller en fördjupning av engelska. Elever med annat modersmål än svenska skall ges möjlighet att istället välja sitt modersmål eller svenska som andraspråk. Språkval engelska har ingen egen kursplan och omdöme/betyg sätts inte separat, utan ska skrivas av ordinarie engelsklärare. Detta gör att språkval engelska inte ger meritpoäng vid ansökan till vidareutbildning.